# Berenguer d'Anglesola
Berenguer d'Anglesola, le cardinal de Gérone,  né à Gérone (?), Espagne, et mort à Perpignan, le 23 août 1408, est un cardinal espagnol, créé par l'antipape d'Avignon Benoît XIII.

## Biographie
Berenguer d'Anglesola étudie à l'université de Bologne.  Il est nommé chanoine à Gérone, sur demande du roi Pierre III d'Aragon. En 1383 il est élu évêque de Huesca et en 1384 il est transféré à Gérone. Après l'élection de l'antipape d'Avignon Benoît XIII, Mgr d'Anglesola exerce plusieurs missions pour l'antipape.
L'antipape Pierre de Lune, Benoît XIII, le créé cardinal au consistoire du 21 décembre 1397.